# A Washington State Cougars bowlmérkőzéseinek listája
A Washington State Cougars amerikaifutball-csapata az NCAA I-es divíziójának bowl-aldivíziójában (FBS) képviseli a Pac-12 Conference tagjaként játszó Washingtoni Állami Egyetemet.
A csapat eddig tizennégy mérkőzést játszott, köztük négy Rose Bowl- és egy Bowl Championship Series-meccset (a 2013-as Rose Bowl során).

## Mérkőzések
| Bajnokság       | Pontszám | Dátum              | Szezon | Ellenfél                   | Helyszín            | Település   | Nézők száma | Vezetőedző          |
| --------------- | -------- | ------------------ | ------ | -------------------------- | ------------------- | ----------- | ----------- | ------------------- |
| Rose Bowl       | 14–0     | 1916. január 1.    | 1915   | Brown Bruins               | Tournament Park     | Pasadena    | 7000        | William Henry Dietz |
| Rose Bowl       | 24–0     | 1931. január 1.    | 1930   | Alabama Crimson Tide       | Rose Bowl           | Pasadena    | 60 000      | Babe Hollingbery    |
| Holiday Bowl    | 38–36    | 1981. december 30. | 1981   | BYU Cougars                | Jack Murphy Stadion | San Diego   | 52 419      | Jim Walden          |
| Aloha Bowl      | 24–22    | 1988. december 25. | 1988   | Houston Cougars            | Aloha Stadion       | Honolulu    | 35 132      | Dennis Erickson     |
| Copper Bowl     | 31–28    | 1992. december 29. | 1992   | Utah Utes                  | Arizona Stadion     | Tucson      | 40 876      | Mike Price          |
| Alamo Bowl      | 10–3     | 1994. december 31. | 1994   | Baylor Bears               | Alamodome           | San Antonio | 44 106      | Mike Price          |
| Rose Bowl       | 21–16    | 1998. január 1.    | 1997   | Michigan Wolverines        | Rose Bowl           | Pasadena    | 100 635     | Mike Price          |
| Sun Bowl        | 33–27    | 2001. december 31. | 2001   | Purdue Boilermakers        | Sun Bowl            | El Paso     | 47 812      | Mike Price          |
| Rose Bowl       | 31–14    | 2003. január 1.    | 2002   | Oklahoma Sooners           | Rose Bowl           | Pasadena    | 86 848      | Mike Price          |
| Holiday Bowl    | 28–20    | 2003. december 30. | 2003   | Texas Longhorns            | Qualcomm Stadion    | San Diego   | 61 102      | Bill Doba           |
| New Mexico Bowl | 48–45    | 2013. december 21. | 2013   | Colorado State Rams        | University Stadion  | Albuquerque | 27 104      | Mike Leach          |
| Sun Bowl        | 20–14    | 2015. december 26. | 2015   | Miami Hurricanes           | Sun Bowl            | El Paso     | 41 180      | Mike Leach          |
| Holiday Bowl    | 17–12    | 2016. december 27. | 2016   | Minnesota Golden Gophers   | Qualcomm Stadion    | San Diego   | 48 704      | Mike Leach          |
| Holiday Bowl    | 42–17    | 2017. december 28. | 2017   | Michigan State Spartans    | SDCCU Stadion       | San Diego   | 47 092      | Mike Leach          |
| Alamo Bowl      | 28–26    | 2018. december 28. | 2018   | Iowa State Cyclones        | Alamodome           | San Antonio | 60 675      | Mike Leach          |
| Cheez-It Bowl   | 31–21    | 2019. december 27. | 2019   | Air Force Falcons          | Chase Field         | Phoenix     | 34 105      | Mike Leach          |
| Sun Bowl        | 24–21    | 2021. december 31. | 2021   | Central Michigan Chippewas | Sun Bowl            | El Paso     | 34 540      | Jake Dickert        |
| LA Bowl         | 29–6     | 2022. december 17. | 2022   | Fresno State Bulldogs      | SoFi Stadiom        | Inglewood   | 32 405      | Jake Dickert        |

A zöld szín a nyertes, a piros pedig a vesztes mérkőzéseket jelöli.

## Fordítás
Ez a szócikk részben vagy egészben  a   List of Washington State Cougars bowl games című angol Wikipédia-szócikk ezen változatának fordításán alapul.  Az eredeti cikk szerkesztőit annak laptörténete sorolja fel. Ez a jelzés csupán a megfogalmazás eredetét és a szerzői jogokat jelzi, nem szolgál a cikkben szereplő információk forrásmegjelöléseként.